# Anisogammarus pugettensis
Anisogammarus pugettensis is een vlokreeftensoort uit de familie van de Anisogammaridae. De wetenschappelijke naam van de soort is voor het eerst geldig gepubliceerd in 1853 door Dana.